# 1-й пограничный отряд войск НКВД
1-й Калевальский пограничный отряд войск НКВД — формирование (соединение, пограничный отряд)  пограничных войск НКВД СССР, принимавшее участие в Зимней и Великой Отечественной войне.

## История
Ведёт свою историю с 1919 года, когда был сформирован как 89-й стрелковый полк 10-й стрелковой дивизии РККА. 1 марта 1922 года полк приступил к охране участка государственной границы РСФСР с Финляндией, штаб полка разместился в селе Ухта В июне 1922 года полк переформирован в 5-й Карельский пограничный полк 2-й пограничной дивизии. 1 января 1923 года переформирован в Ухтинский отдельный пограничный батальон Отдельного пограничного корпуса ГПУ РСФСР. Приказом ОГПУ СССР № 122/44 от 25 февраля 1924 года «О реорганизации пограничной охраны на основе объединения пограничных органов и пограничных войск» переформирован в 1-й Ухтинский пограничный отряд. Приказом ОГПУ Ленинградского округа от 2 апреля 1926 года отряд переименован в 1-й пограничный отряд ЧПО ПП ОГПУ Ленинградского округа. В июле 1934 года отряд включён в состав УПВО НКВД Ленинградского округа и отряду было присвоено наименование «Калевальский».
Принимал участие в Зимней войне
На 22 июня 1941 года отряд, насчитывая 1228 человек личного состава, находился на обороне на участке советской государственной границы  от правого фланга участка (1-я застава) расположенного в Кестеньгском районе до левого фланга (заставы 15 и 16) расположенных в Ругозерском районе.
В состав отряда входили 1-я пограничная комендатура в составе 1-й резервной пограничной заставы, 1-й — 5-й пограничных застав, 2-я пограничная комендатура в составе 2-й резервной пограничной заставы, 6-й — 10-й пограничных застав, 3-я пограничная комендатура в составе 3-й резервной пограничной заставы, 11-й — 15-й пограничных застав, манёвренная группа. Входил в состав Управления пограничных войск НКВД Карело-Финского пограничного округа.
Штаб отряда находился в селе Ухта.
В составе действующей армии с 22 июня 1941 по 10 октября 1944 года.
С началом войны в ходе оборонительной операции отряд вошёл в оперативное подчинение начальнику охраны тыла Северного фронта, и в основе своей, действуя совместно с полками 54-й стрелковой дивизии приступил к боевым действиям у деревни Войница с 6 июля 1941 года, и продолжал ожесточённые бои, неся потери  и отходил к Ухте вплоть до августа 1941 года. В сентябре 1941 года выведен с передовой и перенацелен на охрану тыла и проведение диверсионных операций.
30 ноября 1941 года переформирован в 1-й пограничный полк войск НКВД.

## Командиры
- полковник Левин Георгий Георгиевич